# العلاقات الأوزبكستانية الأيرلندية
العلاقات الأوزبكستانية الأيرلندية هي العلاقات الثنائية التي تجمع بين أوزبكستان وجمهورية أيرلندا.

## مقارنة بين البلدين
هذه مقارنة عامة ومرجعية للدولتين:
| وجه المقارنة                                              | أوزبكستان       | جمهورية أيرلندا                                       |
| --------------------------------------------------------- | --------------- | ----------------------------------------------------- |
| المساحة (كم2)                                             | 448.98 ألف      | 70.27 ألف                                             |
| عدد السكان (نسمة)                                         | 32.39 مليون     | 4.76 مليون                                            |
| الكثافة السكانية (ن./كم²)                                 | 72.14           | 67.74                                                 |
| العاصمة                                                   | طشقند           | دبلن                                                  |
| اللغة الرسمية                                             | اللغة الأوزبكية | اللغة الأيرلندية، لغة إنجليزية، الإنجليزية الأيرلندية |
| العملة                                                    | سوم أوزبكستاني  | جنيه أيرلندي، يورو، عملات اليورو الأيرلندية           |
| الناتج المحلي الإجمالي (بليون دولار)                      | 48.72 مليار     | 333.73 مليار                                          |
| الناتج المحلي الإجمالي (تعادل القوة الشرائية) بليون دولار | 190.50 مليار    | 318.16 مليار                                          |
| الناتج المحلي الإجمالي الاسمي للفرد دولار أمريكي          | 2.13 ألف        | 61.13 ألف                                             |
| الناتج المحلي الإجمالي للفرد دولار أمريكي                 | 5.57 ألف        |                                                       |
| مؤشر التنمية البشرية                                      | 0.675           | 0.916                                                 |
| رمز المكالمات الدولي                                      | +998            | +353                                                  |
| رمز الإنترنت                                              | .uz             | .ie                                                   |
| المنطقة الزمنية                                           | ت ع م+05:00     | 00، ت ع م+01:00، أوروبا/دبلن ‏                         |

## منظمات دولية مشتركة
يشترك البلدان في عضوية مجموعة من المنظمات الدولية، منها:
| علم المنظمة | اسم المنظمة                               | تاريخ انضمام أوزبكستان | تاريخ انضمام جمهورية أيرلندا |
| ----------- | ----------------------------------------- | ---------------------- | ---------------------------- |
|             | بنك التنمية الآسيوي                       | 1995                   | 2006                         |
|             | مؤسسة التنمية الدولية                     | 24 سبتمبر 1992         | 22 ديسمبر 1960               |
|             | يونسكو                                    | 26 أكتوبر 1993         | 3 أكتوبر 1961                |
|             | وكالة ضمان الاستثمار متعدد الأطراف        | 4 نوفمبر 1993          | 27 أكتوبر 1989               |
|             | الأمم المتحدة                             | 2 مارس 1992            | 14 ديسمبر 1955               |
|             | الفريق المعني برصد الأرض                  | ?                      | ?                            |
|             | الاتحاد البريدي العالمي                   | ?                      | ?                            |
|             | البنك الدولي للإنشاء والتعمير             | 21 سبتمبر 1992         | 8 أغسطس 1957                 |
|             | الاتحاد الدولي للاتصالات                  | 10 يوليو 1992          | 8 ديسمبر 1923                |
|             | منظمة حظر الأسلحة الكيميائية              | ?                      | ?                            |
|             | مؤسسة التمويل الدولية                     | 30 سبتمبر 1993         | 11 سبتمبر 1958               |
|             | المركز الدولي لتسوية المنازعات الاستشارية | 25 أغسطس 1995          | 7 مايو 1981                  |
|             | منظمة الشرطة الجنائية الدولية             | ?                      | ?                            |
|             | منظمة الأمن والتعاون في أوروبا            | 30 يناير 1992          | 25 يونيو 1973                |

## وصلات خارجية
- موقع وزارة الخارجية الأوزبكستانية
- موقع وزارة الخارجية الأيرلندية